# Stephen Roche
Stephen Roche, född 28 november 1959 i Dundrum, Irland, är en irländsk före detta proffscyklist. Han var proffs mellan 1980 och 1993.
Stephen Roche blev den andra cyklisten att vinna Tour de France, Giro d'Italia och världsmästerskapens linjelopp under ett och samma år, vilket han gjorde 1987. Innan dess hade endast belgaren Eddy Merckx lyckats med samma sak. 
Utöver segern 1987 hade Roche även en tredjeplats 1985 bland meriterna från Tour de France, liksom ett antal placeringar bland de femton bästa. Han blev även trea vid Cykel-VM 1983. Bland hans segrar i övriga tävlingar finns bland annat vinster av Paris-Nice, Romandiet runt och Baskien runt.
Roche avslutade sin karriär 1993. Hans son, Nicolas Roche, blev professionell 2004. Stephen Roche är äldre bror till Lawrence Roche som slutade trea på cykeltävlingen Circuit de la vallée de la Loire 1988. Stephen Roche är också svåger till Neil Martin, som var professionell 1985–1988.

## Meriter
Tour de France
 Totalseger 1987
3 etapper
Giro d'Italia
 Totalseger 1987
2 etapper
 Världsmästerskapens linjelopp 1987
Paris-Nice – 1981
Romandiet runt – 1983, 1984, 1987
Baskien runt – 1989
Critérium International – 1985

## Stall
- Peugeot-Shell-Michelin 1981–1983
- La Redoute 1984–1985
- Carrera 1986–1987
- Fagor-MBK 1988–1989
- Histor-Sigma 1990
- Tonton Tapis-GB 1991
- Carrera Jeans 1992–1993